# Цивіна Ірина Костянтинівна
Ірина Костянтинівна Цивіна (1 липня 1963, Мінськ, СРСР — 18 квітня 2019, Москва) — радянська та російська акторка.
Закінчила школу-студію МХАТу.

## Телебачення
- Паперові очі Пришвіна (1989)
- Кадети (2007)
- Принцеса цирку (2008)
- Вердикт (2009)